# راه رسیدن به واقعیت
راه رسیدن به واقعیت: راهنمای کامل قوانین کیهان (به انگلیسی: The Road to Reality: A Complete Guide to the Laws of the Universe) کتابی دربارهٔ فیزیک مدرن نوشته فیزیکدان بریتانیایی راجر پنروز است که در سال ۲۰۰۴ منتشر شد. این کتاب مبانی مدل استاندارد فیزیک ذرات را پوشش می‌دهد، نسبیت عام و مکانیک کوانتومی را مورد بحث قرار می‌دهد و در مورد اتحاد احتمالی این دو نظریه بحث می‌کند. این کتاب کمی بیش از ۱۱۰۰ صفحه است که ۳۸۳ صفحه اول آن به ریاضیات اختصاص دارد. هدف پنروز این است که خوانندگان کنجکاو را با ابزارهای ریاضی مورد نیاز برای درک عمیق بقیه کتاب آشنا کند. فیزیک در صفحه ۳۸۳ با موضوع فضا-زمان وارد بحث می‌شود.
کتاب در مورد جهان فیزیکی بحث می‌کند. بسیاری از میدان‌هایی که دانشمندان قرن نوزدهم معتقد بودند مجزا هستند، مانند الکتریسیته و مغناطیس. برخی از متون، چه در سطح عمومی و چه در سطح دانشگاهی، این موضوعات را به عنوان مفاهیم جداگانه معرفی می‌کنند و بعداً ترکیب آنها را آشکار می‌کنند. راه رسیدن به واقعیت این فرایند را معکوس می‌کند، ابتدا ریاضیات زیربنایی فضا-زمان را توضیح می‌دهد، سپس نشان می‌دهد که چگونه الکترومغناطیس و سایر پدیده‌ها به طور کامل از بین می‌روند.